# Metagarista disjuncta
Metagarista disjuncta är en fjärilsart som beskrevs av Jordan 1913. Metagarista disjuncta ingår i släktet Metagarista och familjen nattflyn. Inga underarter finns listade i Catalogue of Life.